# Памятник на могиле французов, павших в Москве (1812)
Памятник на могиле французов, павших в Москве в 1812 году — памятник, установленный на Введенском кладбище Москвы, на могиле французских солдат, погибших и умерших при оккупации Москвы в Отечественную войну 1812 года.
В 1889 году в Москве на Введенском кладбище для лиц иностранных вероисповеданий, на пожертвования московской французской колонии, был сооружён и освящён памятник, поставленный на общей могиле французских воинов, павших в Москве в сентябре-октябре 1812 года.
В настоящее время памятник является объектом отдания воинских почестей посольством и официальными делегациями Франции, а также возложения венков и цветов отдельными гражданами.

## Описание памятника
Памятник сооружён по проекту архитектора Оскара-Жана Францевича Дидио. Имеет вид обелиска из необделанного гранита, высотою в 4, ½ аршина (3,5 метра) и поставленный на трёх гранитных же ступенях. На верху обелиска водружён бронзовый латинский крест. Памятник украшен знаками ордена Почётного легиона, снабжён простой надписью: MILITAIRES FRANCAIS MORTS EN 1812 (французские воины, умершие в 1812 году). На пьедестале вторая надпись: ERIGE PAR LA COLONIE FRANCAISE 1889 (воздвигнут французской колонией в 1889 году). Памятник окружён восемью пушками, представляющими точные копии с французских орудий, брошенных во время отступления в 1812 году. Эти пушки связаны друг с другом цепями, образуя таким образом как бы решётку вокруг памятника.